# Тролейбусний парк № 2 (Запоріжжя)
Тролейбусний парк № 2 — структурний підрозділ комунального підприємства «Запоріжелектротранс», розташований у східній частині Комунарського району міста Запоріжжя.
Тролейбусний маршрут № 8 — один з найдовших маршрутів в місті Запоріжжя.

## Історія
17 липня 1971 року, тоді ще у споруджуваному Космічному мікрорайоні, було відкрито тролейбусний парк № 2, який розрахований на 120 машиномісць. На той час на парк обслуговував маршрути № 6 «Сімферопольське шосе — Набережна», № 7 «Сімферопольське шосе — Автовокзал» та  № 8 «Сімферопольське шосе — завод «Перетворювач. Згодом тролейбусні маршрути корегувалися, з'являлися нові одиниці транспорту.  

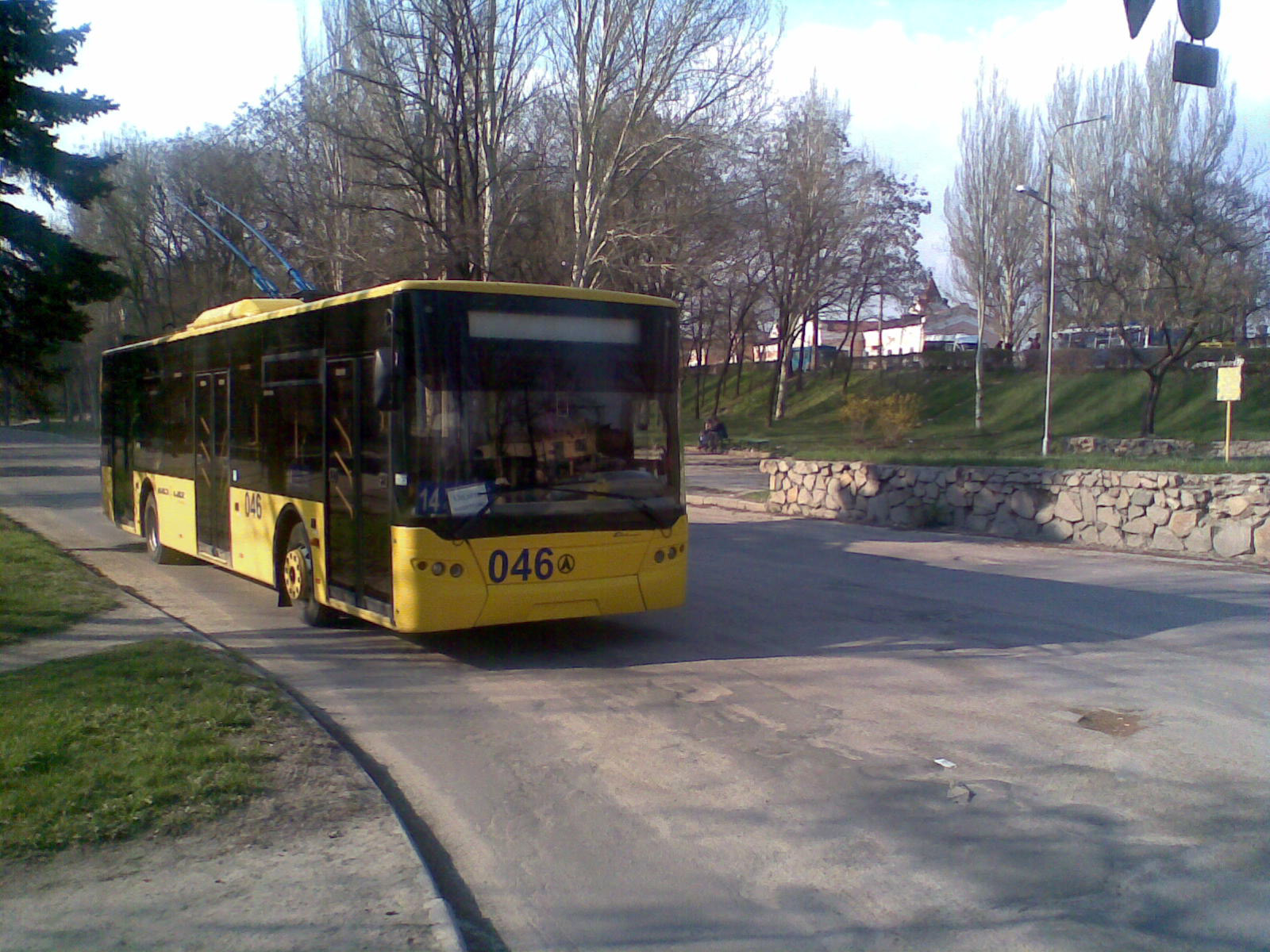
ЛАЗ Е183

Впродовж 1992—1993 років тролейбуси ЮМЗ Т1 постачались лише до тролейбусного парку № 2, останній тролейбус ЮМЗ Т1 (№ 030) — списаний 19 серпня 2016 року.
2012 року тролейбуси парку № 1 ЮМЗ Т2 (№ 001, 003, 005) та ЛАЗ Е183 (№ 007, 009, 011, 015, 017, 019) передані до тролейбусного парку № 2.
З 2017 року територія тролейбусного парку № 2 об'єднала два структурних підрозділи підприємства «Запоріжелектротранс»: тролейбусний парк № 2 та автоколону № 2 автобусного парку[джерело не вказане 741 день].
13 вересня 2019 року перші два з п'яти придбаних містом тролейбусів Дніпро Т203 вийшли на маршрут № 1 (Площа Профспілок — Турбаза «Хортиця»). Головна їх особливість — наявність системи автономного ходу, за допомогою якого можуть пересуватися без під'єднання до контактної мережі. 
26 грудня 2019 року почав курсувати на маршруті № 14 «Сімферопольске шосе — Набережна» перший тролейбус Van Hool AG 300T (№ 224), а 28 грудня 2019 року — другий тролейбус Van Hool AG 300T (№ 225)[відсутнє в джерелі], які можуть працювати не тільки від контактної мережі, але й за допомогою дизель-генератора. 
З 1 вересня 2020 року тролейбуси Дніпро Т203 обслуговують новий маршрут № 2 (Бородінський мікрорайон — Магазин меблів), який вперше за всю історію електротранспорту відкритий у Хортицькому районі.
17 липня 2021 року тролейбусний парк № 2 відзначив 50-річчя з дня свого заснування.
Станом на липень 2021 року в тролейбусному парку № 2 на балансі перебувало 25 одиниць рухомого складу, які обслуговували 4 тролейбусні маршрути. У тролейбусному парку працюють близько 200 спеціалістів, серед яких водії, слюсарі, сантехнічна бригада.
26 лютого 2022 по троллейбусному парку відбувся авіаудар. Загиблих нема але депо було зруйновано[джерело?].
.
Наприкінці листопада 2022 року, з метою оптимізації, лінійний тролейбусний рухомий склад передислокований на територію тролейбусного парка № 1, відбулося скорочення персоналу парку. З 23 лютого 2023 року тролейбусний парк № 1  обслуговує всі діючі тролейбусні маршрути міста Запоріжжя[джерело не вказане 741 день].

## Маршрути

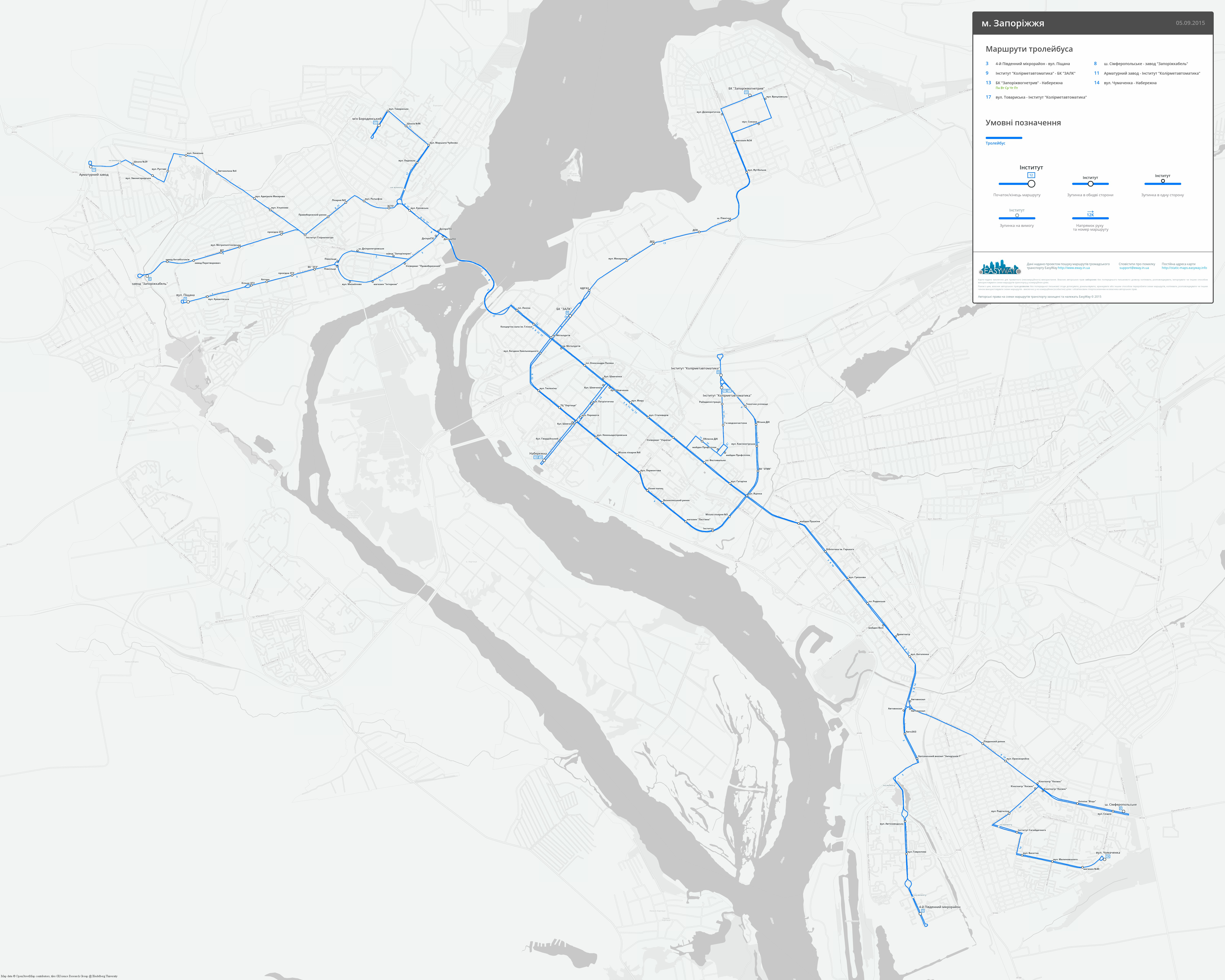
Схема тролейбусних маршрутів в місті Запоріжжя

Раніше тролейбусний парк № 2 обслуговував маршрути № 2, 3, 5, 6, 7, 11, 15, 16, 17, 20, 20А, 23, 24, 25, 26. 
Нині обслуговує маршрути № 1, 2, 8, 14, а також маршрути тролейбусного парку № 1 (№ 9, 13).
| Перелік маршрутів тролейбусного парку № 2 | Перелік маршрутів тролейбусного парку № 2     | Перелік маршрутів тролейбусного парку № 2 |
| №                                         | Початковий пункт                              | Кінцевий пункт                            |
| ----------------------------------------- | --------------------------------------------- | ----------------------------------------- |
| 1                                         | Площа Профспілок                              | Турбаза «Хортиця»                         |
| 2                                         | Бородінський мікрорайон                       | Магазин меблів (Хортицький район)         |
| 2                                         | Вокзал Запоріжжя II                           | Завод «Запоріжкабель»                     |
| 5                                         | Вулиця Чумаченка                              | Площа Леніна                              |
| 5                                         | Вулиця Чумаченка                              | Бородінський мікрорайон                   |
| 6                                         | Тролейбусний парк № 2                         | Кінотеатр «Космос» (кільцевий)            |
| 7                                         | Вокзал Запоріжжя II                           | Тролейбусний парк № 2                     |
| 8                                         | Сімферопольське шосе                          | Завод «Запоріжкабель»                     |
| 9                                         | Палац культури «ЗАлК»                         | Вулиця Сєдова                             |
| 13                                        | Набережна                                     | БК «Запоріжвогнетрив»                     |
| 14                                        | Сімферопольське шосе                          | Набережна                                 |
| 15                                        | Вокзал Запоріжжя II                           | Вулиця Чумаченка                          |
| 16                                        | Вокзал Запоріжжя II                           | Арматурний завод                          |
| 20                                        | Сімферопольське шосе                          | Площа Леніна                              |
| 20А                                       | Сімферопольське шосе                          | Арматурний завод                          |
| 23                                        | Вокзал Запоріжжя I                            | Площа Леніна                              |
| 23                                        | 4-й Південний мікрорайон                      | Площа Леніна                              |
| 24                                        | Інститут «Колірметавтоматика» (Вулиця Сєдова) | Площа Леніна                              |
| 24                                        | Вокзал Запоріжжя ІІ                           | Арматурний завод                          |
| 25                                        | Сімферопольське шосе                          | Площа Леніна                              |
| 25                                        | Вокзал Запоріжжя II                           | 4-й Південний мікрорайон                  |
| 26                                        | 4-й Південний мікрорайон                      | Набережна                                 |

## Рухомий склад
Станом на 1 грудня 2017 року у тролейбусному парку № 2 налічувалося 37 пасажирських тролейбусів, з яких 23 — у робочому стані.
Тролейбус Škoda 14Tr10/6 (№ 050) надійшов 29 грудня 2016 року до парку № 1, з 1 лютого 2017 року по липень 2018 року перебував на балансі тролейбусного парку № 2. У липні 2018 року переведений до тролейбусного парку № 1, де і продовжує експлуатуватися.
22—23 серпня 2019 року до тролейбусного парку № 2 надійшли перші 2 низькопідлогових тролейбуса з п'яти Дніпро Т203 з опцією автономного ходу.
Станом на вересень 2019 року на балансі перебуває 32 пасажирських та 1 службовий тролейбуси.
З 28 листопада[джерело не вказане 790 днів] 2019 року змінена нумерація бортових номерів у двох тролейбусних парках. Перша цифра бортового номера означає, до якого парку належить тролейбус (до 2012 року на балансі тролейбусного парку № 1 перебували машини з непарними бортовими номерами, а у тролейбусного парку № 2 — машини з парними номерами):
- 1хх — парк № 1;
- 2хх — парк № 2.

| Пасажирський рухомий склад станом на березень 2021 року |         |                                       |                          | |
| Тип моделі                                              | Фото    | Кількість (всього / в робочому стані) | Рік початку експлуатації | Бортові номери (в дужках — нумерація до 27.11.2019[джерело не вказане 790 днів])                             |
| ЛАЗ E183D1                                              |         | 10/6                                  | 2007                     | 206 (007), 208 (011), 209 (015), 210 (017), 211 (019), 212 (040), 213 (042), 214 (044), 215 (046), 216 (048) |
| ЮМЗ Т2                                                  |         | 5/3                                   | 1994                     | 217 (001), 218 (003), 221 (032), 222 (036), 223 (038)                                                        |
| Дніпро Т203                                             |         | 5/5                                   | 2019                     | 201—205 |
| Van Hool AG 300T                                        |         | 5/5                                   | 2019                     | 224—228 |
| ЗіУ-682                                                 |         | 1/0                                   | 1973                     | 562 |
|                                                         | Всього: | 26/19                                 |                          | |
| Службовий рухомий склад                                 |         |                                       |                          | |
| КТГ-1                                                   |         | 1/0                                   |                          | С-8 (у квітні 2012 року перероблений у КТГ-2, прибраний кузов). 01.03.2018 — виведений з експлуатації        |
|                                                         | Всього: | 1/0                                   |                          | |

У жовтні 2020 року два тролейбуси ЮМЗ Т2 (№ 219, 220) передані до тролейбусного парку № 1, які отримали бортові № 126 та 127 відповідно.
З 13 грудня 2022 року тролейбусний парк № 2 не здійснює випуск тролейбусів. Діючий руховий склад переведений на територію тролейбусного парку № 1, який нині і обслуговує всі тролейбусні маршрути міста.

## Муніципальні автобуси
28 листопада 2017 року до Запоріжжя надійшли перші 8 автобусів МАЗ-203.085 на умовах фінансового лізингу, до 17 грудня 2017 року ще 6 автобусів. Протягом січня-лютого 2018 року надійшли ще 21 автобуси даної моделі.
У зв'язку з придбанням міською владою великої партії муніципальних автобусів, з 4 грудня 2017 року автобуси обслуговуються в тролейбусному парку № 2.
18 серпня 2021 року розпочалися роботи щодо будівництва нового автобусного терміналу на території тролейбусного парку з окремим виїздом та заїздом, які планується завершити впродовж двох місяців.
Автобусні маршрути
Муніципальні автобуси ЗКПМЕТ «Запоріжелектротранс» обслуговують міські маршрути № 17, 18, 29, 34А, 38, 39, 56, 59, 72, 86, 94, 98.
| Перелік автобусних маршрутів КП «Запоріжелектротранс» |                                                       |                                                       |                |                                                             |
| №                                                     | Початковий пункт                                      | Кінцевий пункт                                        | Дата відкриття | Примітки                                                    |
| 17                                                    | Вокзал Запоріжжя I                                    | Арматурний завод                                      | 20.12.2017     | 26.04.2019 подовжено маршрут до 3-го Південного мікрорайону |
| 17                                                    | Проспект 40-річчя Перемоги (3-й Південний мікрорайон) | Арматурний завод                                      | 26.04.2019     | [ 17 ]                                                      |
| 18                                                    | 4-й Південний мікрорайон                              | Бородінський мікрорайон                               | 20.12.2016     | [ 18 ]                                                      |
| 29                                                    | 4-й Південний мікрорайон                              | Вулиця Глазунова                                      | 15.03.2006     | [ 19 ] [ 20 ]                                               |
| 34А                                                   | Станція «Фільтрова»                                   | ПрАТ «Запоріжвогнетрив»                               | 16.12.2019     | .                                                           |
| 38                                                    | Палац культури «ЗАлК»                                 | Вулиця Рубана (Хортицький район)                      | 01.08.2006     | [ 22 ]                                                      |
| 39                                                    | Нікопольський поворот                                 | Майдан Університетський                               | 29.01.2019     | 25.03.2019 подовжено маршрут до вокзалу Запоріжжя II        |
| 39                                                    | Нікопольський поворот                                 | Вокзал Запоріжжя II                                   | 25.03.2019     |                                                             |
| 56                                                    | Комбінат «Запоріжсталь»                               | Центральна прохідна «Мотор Січ»                       | 06.04.2018     |                                                             |
| 59                                                    | Вулиця Чумаченка                                      | Набережна                                             | 22.06.2018     | [ 25 ] [ 26 ]                                               |
| 72                                                    | Бородінський мікрорайон                               | Вулиця Пархоменка                                     | 12.03.2018     | [ 27 ]                                                      |
| 86                                                    | Комбінат «Запоріжсталь»                               | Вулиця Футбольна                                      | 16.09.2019     | [ 28 ]                                                      |
| 94                                                    | Сімферопольське шосе                                  | Вулиця Богдана Завади                                 | 07.05.2019     | [ 29 ]                                                      |
| 98                                                    | Аеропорт                                              | Проспект 40-річчя Перемоги (3-й Південний мікрорайон) | 01.08.2020     | [ 30 ]                                                      |

Рухомий склад
| Муніципальні автобуси «Запоріжелектротранс» |         |                                |                          | |
| Тип моделі                                  | Фото    | Кількість станом на 01.01.2020 | Рік початку експлуатації | Примітки |
| МАЗ-103.062                                 |         | 6                              | 2011                     | У літній період експлуатуються для перевезення пасажирів на присадібні ділянки. З 1 серпня 2006 по жовтень 2018 обслуговували автобусний маршрут № 38 |
| МАЗ-103.485                                 |         | 10                             | 2016                     | |
| МАЗ-203.085                                 |         | 85                             | 2017—2019                | |
|                                             | Всього: | 101                            |                          | |

## Контакти
- Запоріжжя, вул. Складська, 13.
- Центральний диспетчер.